# إذاعة هولندا العالمية

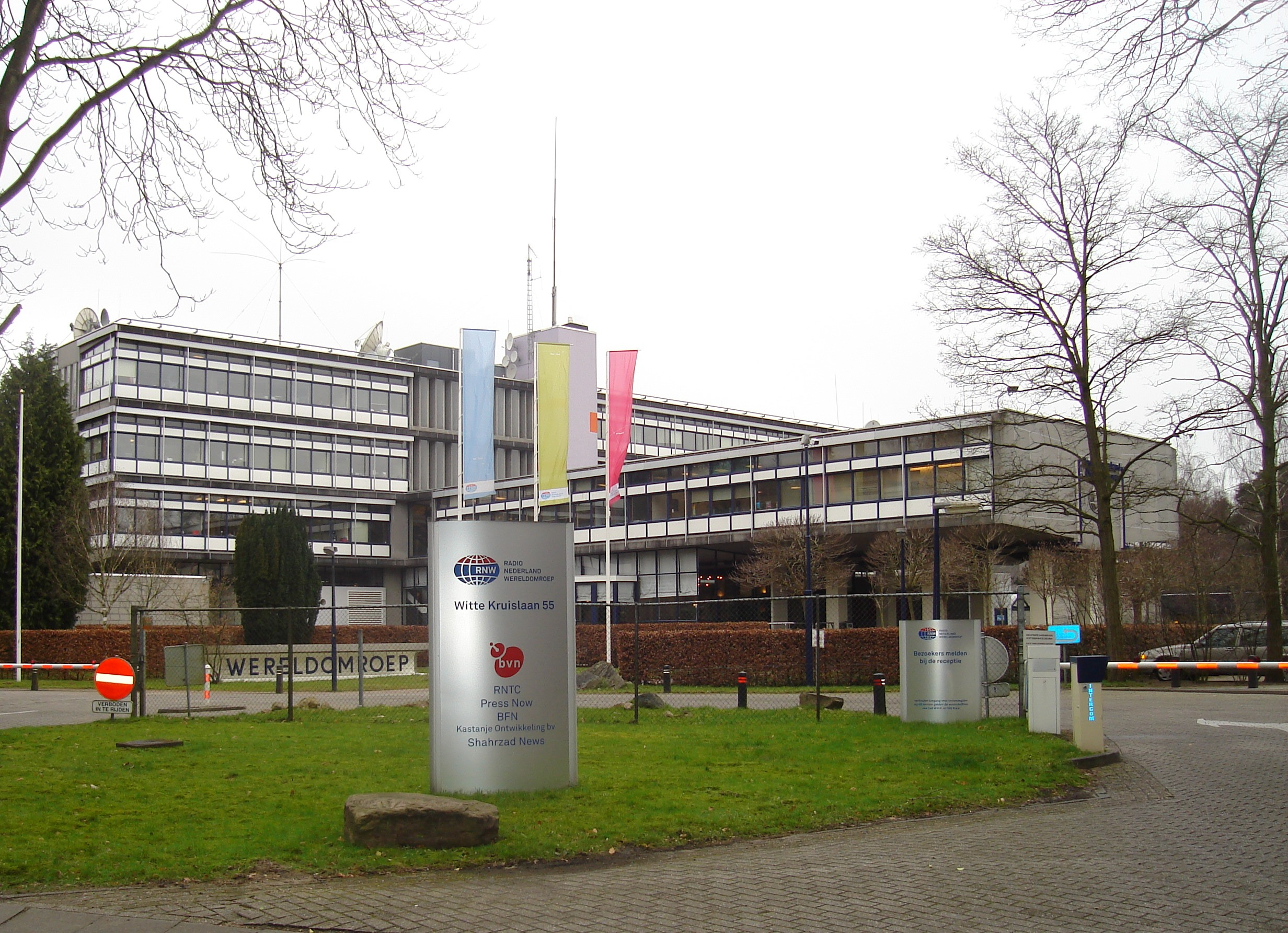
المبنى السابق لإذاعة هولندا العالمية في مدينة هيلفرسوم، مقاطعة شمال هولندا

إذاعة هولندا العالمية (بالهولندية:Radio Nederland Wereldomroep) إذاعة بدأت أول بث برامجها في 11 مارس عام 1927 من هيلفرسوم، هولندا. وهي مؤسسة هولندية للبث والوسائط المتعددة الموجهة إلي الخارج، وبالرغم من أنها تُمول من الحكومة، إلا أنها تحظى بالاستقلالية التامة عنها، ويضمن ميثاق الحرية الصحفية الاستقلالية لكل البرامج والخدمات الأخرى التي تقدمها الإذاعة بمختلف اللغات. بدأ بث البرنامج العربي لإذاعة هولندا العالمية عام 1947، لكن ولأسباب مالية تقرر غلق القسم العربي عام 1994، قبل أن يعاد فتحه من جديد بناءً على قرار من إدارة الإذاعة الهولندية.
أدى الغزو الألماني في مايو 1940 إلى توقف نشاط المحطة يتم لبث برامج مؤيدة اللنازية .بعضها من Huizen استخدام جهاز إرسال ألمانيا , والبعض الآخر من المذيعيين الهولنديين تحت سيطرة المحتل .
تبث الحكومة الهولندية في المنفى وقتا من محطات إرسال بي بي سي في عام 1941 . يتكون برنامج راديو أورانج من تعليق يومي على وضع الهولنديين سواء في هولندا أو في الإمبراطورية الهولندية أحد المعلقين Henk van den broek الاستعمارية . تم تكليف الرئيسين في راديو اورانج , بإعادة تشغل البث العام بمجرد تحرير هولنداتعديل

## وصلات خارجية
- موقع إذاعة هولندا العالمية باللغة العربية (Mobile)